# Гамелби
Гамелби (њем. Gammelby) општина је у њемачкој савезној држави Шлезвиг-Холштајн. Једно је од 165 општинских средишта округа Рендсбург. Према процјени из 2010. у општини је живјело 525 становника. Посједује регионалну шифру (AGS) 1058057.

## Географски и демографски подаци
Гамелби се налази у савезној држави Шлезвиг-Холштајн у округу Рендсбург. Општина се налази на надморској висини од 13 метара. Површина општине износи 8,3 km². У самом мјесту је, према процјени из 2010. године, живјело 525 становника. Просјечна густина становништва износи 63 становника/km².

## Међународна сарадња
| Мјесто    | Држава               | Врста сарадње | Од    |
| --------- | -------------------- | ------------- | ----- |
| Наксков   | Данска               | партнерство   | 1969. |
| Хеслехолм | Шведска              | партнерство   | 1958. |
| Балтијск  | Русија               | пријатељство  | 1955. |
|           | Пољска               | партнерство   | 1989. |
| Виншотен  | Холандија            | контакт       | 1981. |
| Маклсфилд | Уједињено Краљевство | партнерство   | 1953. |
| Танга     | Танзанија            | партнерство   | 1963. |
| Извор     |                      |               |       |